# Semenovia transiliensis
Semenovia transiliensis là một loài thực vật có hoa trong họ Hoa tán. Loài này được Regel & Herder miêu tả khoa học đầu tiên năm 1866.